# Spoorlijn 203
Spoorlijn 203 was een Belgische industrielijn in de haven van Gent. De lijn liep vanaf station Wondelgem naar de Ringvaart langs de Wondelgemkaai. De spoorlijn was 2,0 km lang.

## Aansluitingen
In de volgende plaats was er een aansluiting op de volgende spoorlijnen:
Wondelgem
Spoorlijn 55 tussen Gent-Sint-Pieters en Terneuzen
Spoorlijn 58 tussen Y Oost-Ledeberg en Brugge